# James Cuninghame

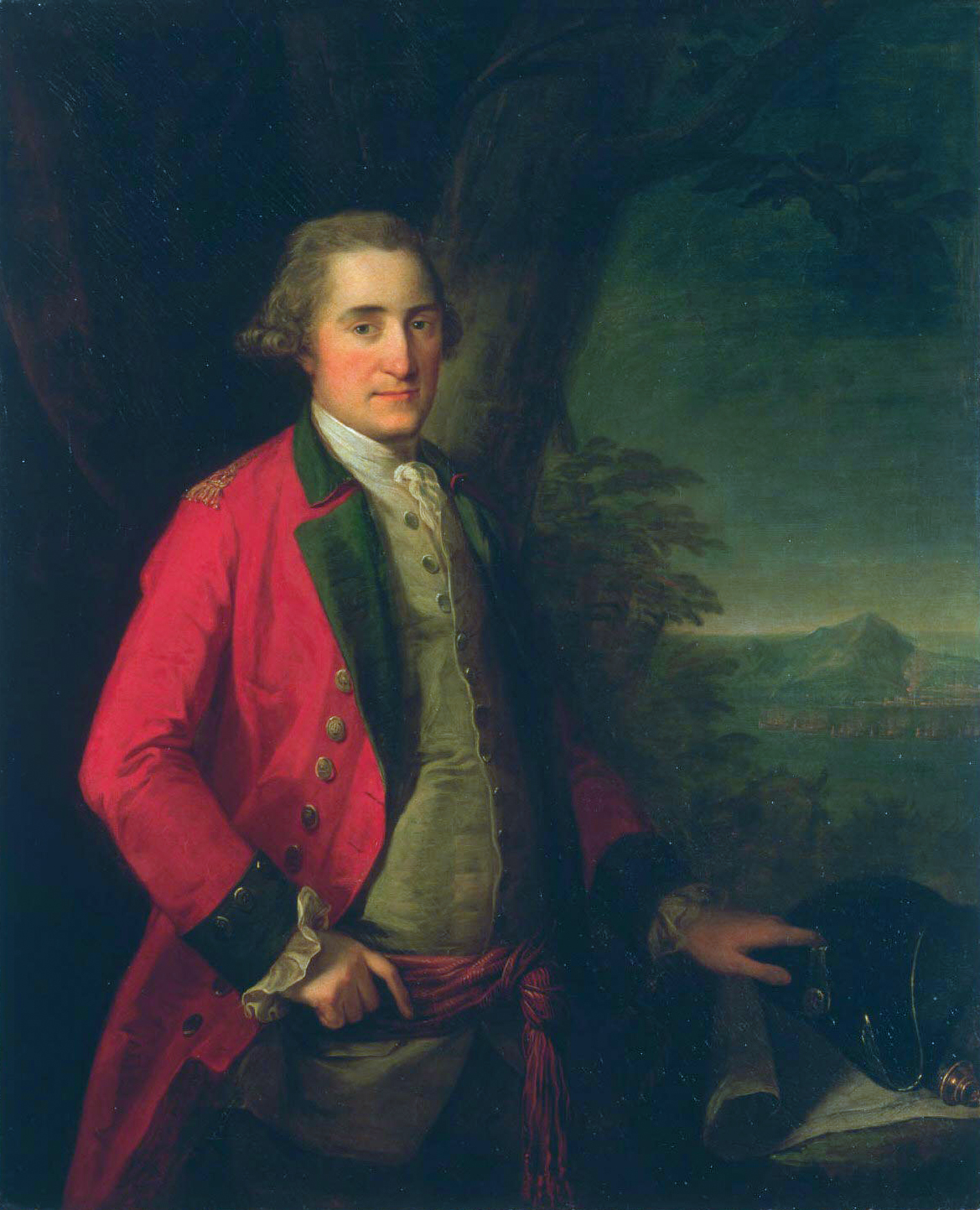
Lieutenant-General James Cuninghame (Angelika Kauffmann, um 1775)

James Cuninghame (* um 1731; † 10. September 1788) war ein britischer Heeresoffizier und Politiker.

## Leben
James Cuninghame war der zweite Sohn von Colonel David Cuninghame aus Stirlingshire aus dessen Ehe mit Margaret Callander. Er folgte den Fußstapfen seines Vaters und schlug eine militärische Karriere bei der British Army ein. Ab 1755 war er Captain des 45th Regiment of Foot und diente unter anderem unter James Wolfe und John Campbell, 4. Earl of Loudoun in den britischen Kolonien in Nordamerika. 1758 erfolgte seine Beförderung zum Lieutenant-Colonel. Um 1760 kehrte er nach Großbritannien zurück. 1761 gehörte Cuninghame zu den Offizieren, die Sophie Charlotte von Mecklenburg-Strelitz nach Großbritannien zu ihrer Vermählung mit Georg III. eskortierten. Später wurde er mit seinem Regiment in Irland stationiert. 1772 erfolgte seine Beförderung zum Colonel, 1777 dann zum Major-General. Von 1780 bis 1782 war er Gouverneur von Barbados. Nach seiner Rückkehr nach Großbritannien ließ sich Cuninghame, 1782 zum Lieutenant-General befördert, in London nieder. Vom 3. März 1786 bis zu seinem Tod vertrat er das Borough East Grinstead im House of Commons. Er starb unverheiratet und kinderlos am 10. September 1788. Seinen vakanten Sitz im Unterhaus übernahm sein älterer Bruder Robert.